# Nephodia marginata
Nephodia marginata là một loài bướm đêm trong họ Geometridae.